# Goldogrin
El goldogrin és una llengua artificial creada per J. R. R. Tolkien utilitzada al món que ell mateix va crear, la Terra Mitjana. El goldogrin era parlat pel Segon Clan d'Elfs, anomenats Goldogrim en aquesta llengua i Gnoms en català. Aquest idioma és un antecessor del sindarin.

## Història externa
Tolkien es va interessar en els idiomes des d'un bon principi, i va crear algunes llengües planificades quan era un adolescent. Més tard va crear una família de llengües parlades pels elfs en un món fictici on es poguessin desenvolupar, la Terra Mitjana.
El goldogrin va ser creat pels voltants del 1915, i va ser la seva primera llengua artificial inspirada per les llengües cèltiques. Va escriure una gramàtica i un diccionari d'aquesta llengua al mateix temps que desenvolupava la història dels elfs i la plasmava al Llibre dels contes perduts.
L'any 1925, Tolkien va començar a dissenyar una nova gramàtica i un nou vocabulari. Va substituir les paraules goldogrin i Iam Goldrin per noldorin i noldor. Més tard, el noldorin evolucionaria cap al sindarin.

## Gramàtica
La gramàtica de goldogrin descriu la del dialecte parlat a Tol Erethrin (el nom goldogrin de Tol Eressëa). Va ser escrita per un humà (i no per un elf).

### Mutacions
El goldogrin té una sèrie complexa de mutacions. La més important s'anomena "Mutació gramatical", a continuació hi ha una taula que mostra els patrons que segueix:
| Consonant inicial | Mutació |
| ----------------- | ------- |
| b                 | v       |
| d                 | dh      |
| g                 | '       |
| gw                | 'w      |
| p                 | b       |
| t                 | d       |
| c                 | g       |
| cw                | gw      |
| h                 | ch      |

Els apòstrofs representen una elisió.

### L'article
|           | Davant de consonant | Davant de vocal       |
| --------- | ------------------- | --------------------- |
| Nominatiu | i                   | in i n                |
| Genitiu   | na                  | nan o nai(n) (arcaic) |
| Datiu     | i o ir              | ir                    |

## Vocabulari
Selecció d'algunes paraules:
| Significat    | Goldogrin | Pronunciació |
| ------------- | --------- | ------------ |
| terra, sòl    | mar       | /ˈmɑr/       |
| cel           | telm      | /ˈtɛlm/      |
| aigua         | nenn      | /ˈnɛn/       |
| flama         | bleg      | /ˈblɛɡ/      |
| marit         | benn      | /ˈbɛn/       |
| esposa        | bess      | /ˈbɛs/       |
| menjar (verb) | mad-      | /ˈmɑd/       |
| beguda        | suith     | /ˈsuiθ/      |
| gran          | beleg     | /ˈbɛlɛɡ/     |
| família       | nothri    | /ˈnɔθri/     |
| abella        | nios      | /ˈnios/      |
| barret        | tôd       | /ˈtoːd/      |
| or            | n'auro    | /ˈnaʊro/     |